# Mark Haddon
Mark Haddon (Northampton, 28 d'octubre del 1962) és un escriptor britànic. Va estudiar literatura anglesa a la Universitat d'Oxford i un cop llicenciat va treballar amb persones amb deficiències físiques i mentals, cosa que el va portar a escriure novel·les per a nens i joves, com la més coneguda The Curious Incident of the Dog in the Nighttime (El curiós incident del gos a mitjanit) del 2003. També s'ha dedicat a la il·lustració, a la pintura i a ensenyar escriptura creativa.